# Richard Church
Richard Church (født 1784 i grevskabet Cork, død 20. marts 1873 (8. marts Julianske kalender)) var en græsk general.
Han trådte ind i den engelske hær som fændrik 1800, deltog i felttoget i Ægypten og udmærkede sig ved forsvaret af Capri samt ved indtagelsen af Zante, Kefalonia, Paxo og Ithaka. Til forsvar af øerne oprettede han 1809 i Zante et græsk fodfolksregiment i engelsk tjeneste og 1812 endnu et sådant, hvilke regimenter på tyrkernes opfordring dog atter opløstes 1815. C., der var blevet oberstløjtnant 1812, ansattes nu som militærattaché ved den østrigske hær og rykkede med de allierede ind i Frankrig 1815.
Han påtog sig senere den vanskelige opgave at undertrykke røveruvæsenet i Kongeriget Neapel og blev kommandant paa Sicilien 1820, men revolutionen kastede ham ud af denne stilling. Han fængsledes i Neapel, men løslodes kort efter. Ved udbruddet af den græske opstand 1827 blev han øverstbefalende for den græske landmagt. Hans forsøg på at undsætte Athen mislykkedes, han blev slået tilbage med stort tab, og der fremkom en stærk misstemning mod ham.
Efter søslaget ved Navarino tog han imidlertid offensiven, afskar tyrkerne fra forbindelsen med Missolonghi og Lepanto og tvang Reschid Pasha til tilbagetog. Pga. uoverensstemmelser med præsidenten, Capodistrias, indgav C. ved nytår 1830 sin afskedsbegæring
og trak sig tilbage til Argos. Efter præsidentens mord trådte han igen frem og erklærede sig mod den ny regering. 1835 indsattes han af kong Otto i statsrådet og havde en væsentlig del i indførelsen af den konstitutionelle regeringsform i Grækenland 1843. Han blev senator og udnævntes 1854 til general i den græske hær. Det græske folk, der kaldte ham »den store orger«, har rejst et monument til hans ære.